# .fi
.fi ist die länderspezifische Top-Level-Domain (ccTLD) Finnlands. Sie wurde am 17. Dezember 1986 eingeführt und wird von der Finnischen Regulierungsbehörde für Verkehr und Kommunikation (Finnish Transport and Communications Agency, kurz TRAFICOM) verwaltet.
Am 1. September 2019 ging die Betriebsverantwortung von der damaligen Finnischen Regulierungsbehörde für Telekommunikation (FICORA) zur neu gegründeten Finnischen Regulierungsbehörde für Verkehr und Kommunikation (TRAFICOM) über.

## Eigenschaften
Insgesamt darf eine .fi-Domain zwischen zwei und 63 Zeichen lang sein und nur alphanumerische Zeichen beinhalten. Laut der geltenden Vorschriften dürfen nur Unternehmen eine .fi-Domain registrieren, die eine Niederlassung in Finnland nachweisen können. Dazu muss der TRAFICOM ein Eintrag im finnischen Handels-, Vereins- oder Genossenschaftsregister nachgewiesen werden.

## Sicherheit
Die Vergabestelle TRAFICOM geht seit einiger Zeit verstärkt gegen sogenannte Tippfehler-Domains vor. Diese werden als Missbrauch des Registrierungssystems betrachtet und können ohne Fristsetzung gelöscht werden. Im Zuge einer umfangreichen Überprüfung problematischer Domains wurde im Juni 2012 ein kompletter Domain-Registrar von der Vergabe ausgeschlossen. Außerdem warnt die TRAFICOM regelmäßig vor betrügerischen Angeboten, die in ihrem Namen eine Registrierung gleichlautender .com- oder .net-Domains empfehlen.
Laut einer Untersuchung der Sicherheitsfirma McAfee aus dem Jahr 2008 ist .fi die sicherste Domain aller länderspezifischen TLDs.